# Alegeri generale în România, 1884
Alegerile electorale din 1884 au reprezentat principala sursa de inspirație pentru Ion Luca Caragiale în comedia de moravuri O scrisoare pierdută, operă în care celebrul dramaturg satirizează societatea și ridiculizează mecanismul social corupt din acele vremuri.
Prin decretul nr. 1786, Carol I a promulgat revizuirea Constituției, iar prin decretul nr. 1788 din 8 iunie 1884 a promulgat noua lege electorală (140 de articole) pentru punerea în aplicare a noului sistem electoral.